# دانيال جيسوس موريرا كارفاليو
دانيال جيسوس موريرا كارفاليو (13 أكتوبر 1995 في البرتغال - ) هو لاعب كرة قدم برتغالي في مركز حراسة المرمى.

## وصلات خارجية
- دانيال جيسوس موريرا كارفاليو على موقع Soccerway.com (الإنجليزية)